# Kloster Gimont
Das Kloster Gimont (Gimundus) oder Planselve (Plana silva) war eine Zisterzienserabtei in der Gemeinde Gimont im Département Gers, Region Okzitanien, in Frankreich. Es lag rund 26 km östlich von Auch am linken Ufer des Flüsschens Gimone.

## Geschichte
Der Herr von Miremont, Géraud de Brouilh, und seine Gattin, stifteten 1142 dem Kloster Berdoues ein am Ufer des Flusses Gimone gelegenes Gelände, auf dem diese das Kloster gründeten, das damit der Filiation der Primarabtei Morimond angehörte. Die Mönche gründeten die Bastiden Gimont, Saint-Lys und Solomiac. Die Angaben über Tochtergründungen in Spanien schwanken (Peugniez gibt Bujedo und Juncaria an). In der Französischen Revolution wurde das Kloster aufgelöst, verkauft und ab 1802 teilweise abgebrochen.

## Bauten und Anlage
Die Kirche und der Mönchsflügel sind nicht erhalten. Vorhanden sind noch die Umfassungsmauer, das Pfortenhaus aus dem 17. und 18. Jahrhundert mit sieben Getreidesilos im Boden, der zehnjochige Konversenbau aus dem 12. Jahrhundert mit einigen Gewölbeansätzen des früheren Kreuzgangs und zwei Taubenhäuser mit einem Eiskeller. Die Kirche der Bastide von Gimont birgt einen kleinen Flügelaltar vom Anfang des 16. Jahrhunderts aus dem Kloster.